# Паметник на Вергил Ваклинов (Планиница)
Паметникът на Вергил Ваклинов в село Планиница е издигнат в чест на граничара младши лейтенант Вергил Ваклинов, загинал на 2 юли 1953 г. в престрелка с диверсанти на границата с Гърция, югозападно от село Марулево, по-късно преименувано на Ваклиново, община Сатовча.
Направен е бюст от гранит, поставен върху висок 3 m и широк 1 m постамент.